# Skate Canada 2021
Navigation
Édition précédente Édition suivante
Le Skate Canada (ou Internationaux Patinage Canada) est une compétition internationale de patinage artistique qui se déroule au Canada au cours de l'automne. Il accueille des patineurs amateurs de niveau senior dans quatre catégories: simple messieurs, simple dames, couple artistique et danse sur glace.
Le quarante-septième Skate Canada est organisé du 29 au 31 octobre 2021 au centre des sports d'hiver UBC de Vancouver dans la province de la Colombie britannique. Il est la deuxième compétition du Grand Prix ISU senior de la saison 2021/2022.
L'édition précédente, prévue du 30 octobre au 1er novembre 2020 à Ottawa, a été annulée en raison de la pandémie de Covid-19.

## Résultats

### Messieurs
| Rang | Nom                 | Pays       | Points | Programme court | Programme court | Programme libre | Programme libre |
| ---- | ------------------- | ---------- | ------ | --------------- | --------------- | --------------- | --------------- |
| 1    | Nathan Chen         | États-Unis | 307.18 | 1               | 106.72          | 1               | 200.46          |
| 2    | Jason Brown         | États-Unis | 259.55 | 2               | 94.00           | 3               | 165.55          |
| 3    | Evgeni Semenenko    | Russie     | 256.01 | 5               | 87.71           | 2               | 168.30          |
| 4    | Makar Ignatov       | Russie     | 244.17 | 4               | 89.79           | 5               | 154.38          |
| 5    | Keegan Messing      | Canada     | 238.34 | 3               | 93.28           | 10              | 145.06          |
| 6    | Moris Kvitelashvili | Géorgie    | 232.87 | 12              | 71.60           | 4               | 161.27          |
| 7    | Sota Yamamoto       | Japon      | 225.74 | 7               | 78.78           | 8               | 146.96          |
| 8    | Aleksandr Samarin   | Russie     | 224.20 | 8               | 78.55           | 9               | 145.65          |
| 9    | Conrad Orzel        | Canada     | 222.75 | 9               | 73.19           | 6               | 149.56          |
| 10   | Keiji Tanaka        | Japon      | 222.20 | 6               | 78.83           | 12              | 143.37          |
| 11   | Tomoki Hiwatashi    | États-Unis | 221.77 | 11              | 72.92           | 7               | 148.85          |
| 12   | Roman Sadovsky      | Canada     | 217.73 | 10              | 72.94           | 11              | 144.79          |

### Dames
| Rang | Nom                    | Pays         | Points | Programme court | Programme court | Programme libre | Programme libre |
| ---- | ---------------------- | ------------ | ------ | --------------- | --------------- | --------------- | --------------- |
| 1    | Kamila Valieva         | Russie       | 265.08 | 1               | 84.19           | 1               | 180.89          |
| 2    | Elizaveta Tuktamysheva | Russie       | 232.88 | 2               | 81.24           | 2               | 151.64          |
| 3    | Aliona Kostornaïa      | Russie       | 214.54 | 3               | 75.58           | 4               | 138.96          |
| 4    | Mai Mihara             | Japon        | 210.01 | 7               | 67.89           | 3               | 142.12          |
| 5    | Alysa Liu              | États-Unis   | 206.53 | 4               | 73.63           | 7               | 132.90          |
| 6    | Wakaba Higuchi         | Japon        | 205.27 | 5               | 69.41           | 5               | 135.86          |
| 7    | Haein Lee              | Corée du Sud | 190.00 | 8               | 62.63           | 8               | 127.37          |
| 8    | Madeline Schizas       | Canada       | 186.56 | 9               | 62.61           | 9               | 123.95          |
| 9    | Mana Kawabe            | Japon        | 186.52 | 12              | 53.30           | 6               | 133.22          |
| 10   | Karen Chen             | États-Unis   | 183.41 | 6               | 68.74           | 10              | 114.67          |
| 11   | Emily Bausback         | Canada       | 159.88 | 10              | 59.53           | 11              | 100.35          |
| 12   | Alison Schumacher      | Canada       | 151.19 | 11              | 55.47           | 12              | 95.72           |

### Couples
| Rang | Nom                                     | Pays        | Points | Programme court | Programme court | Programme libre | Programme libre |
| ---- | --------------------------------------- | ----------- | ------ | --------------- | --------------- | --------------- | --------------- |
| 1    | Sui Wenjing / Han Cong                  | Chine       | 224.05 | 1               | 78.94           | 1               | 145.11          |
| 2    | Daria Pavliuchenko / Denis Khodykin     | Russie      | 193.08 | 2               | 69.46           | 3               | 123.62          |
| 3    | Ashley Cain-Gribble / Timothy Leduc     | États-Unis  | 189.90 | 6               | 61.68           | 2               | 128.22          |
| 4    | Vanessa James / Eric Radford            | Canada      | 187.92 | 5               | 65.02           | 4               | 122.90          |
| 5    | Minerva Fabienne Hase / Nolan Seegert   | Allemagne   | 186.82 | 3               | 67.93           | 5               | 118.89          |
| 6    | Kirsten Moore-Towers / Michael Marinaro | Canada      | 180.25 | 4               | 66.43           | 6               | 113.82          |
| 7    | Lori-Ann Matte / Thierry Ferland        | Canada      | 168.81 | 7               | 57.25           | 7               | 111.56          |
| 8    | Zoe Jones / Christopher Boyadji         | Royaume-Uni | 134.68 | 8               | 48.80           | 8               | 85.88           |

### Danse sur glace
| Rang | Nom                                      | Pays        | Points | Danse rythmique | Danse rythmique | Danse libre | Danse libre |
| ---- | ---------------------------------------- | ----------- | ------ | --------------- | --------------- | ----------- | ----------- |
| 1    | Piper Gilles / Paul Poirier              | Canada      | 210.97 | 1               | 85.65           | 1           | 125.32      |
| 2    | Charlène Guignard / Marco Fabbri         | Italie      | 200.05 | 2               | 78.82           | 2           | 121.23      |
| 3    | Olivia Smart / Adrià Díaz                | Espagne     | 192.93 | 3               | 76.97           | 3           | 115.96      |
| 4    | Caroline Green / Michael Parsons         | États-Unis  | 186.51 | 4               | 72.40           | 4           | 114.11      |
| 5    | Diana Davis / Gleb Smolkin               | Russie      | 180.57 | 7               | 70.66           | 5           | 109.91      |
| 6    | Marjorie Lajoie / Zachary Lagha          | Canada      | 179.07 | 6               | 71.87           | 6           | 107.20      |
| 7    | Lilah Fear / Lewis Gibson                | Royaume-Uni | 178.08 | 5               | 71.89           | 7           | 106.19      |
| 8    | Christina Carreira / Anthony Ponomarenko | États-Unis  | 168.76 | 8               | 68.96           | 8           | 99.80       |
| 9    | Elizaveta Shanaeva / Devid Naryzhnyy     | Russie      | 160.66 | 9               | 68.53           | 10          | 92.13       |
| 10   | Haley Sales / Nikolas Wamsteeker         | Canada      | 156.56 | 10              | 60.75           | 9           | 95.81       |

## Source
- Résultats du Skate Canada 2021